# Odonaspis litorosa
Odonaspis litorosa är en insektsart som beskrevs av Ferris 1921. Odonaspis litorosa ingår i släktet Odonaspis och familjen pansarsköldlöss. Inga underarter finns listade i Catalogue of Life.